# Hans Henny Jahnn
Hans Henny Jahnn, né le 17 décembre 1894 à Hambourg-Stellingen et mort le 29 novembre 1959 à Hambourg, est un romancier, dramaturge, facteur d'orgue et éditeur de musique allemand (fondateur des éditions Ugrino-Verlag).

## Liminaire
Né Hans Jahn, il changera plus tard son prénom en Henny et ajoutera un « n » à son nom de famille, considérant le bâtisseur de cathédrales Jann von Rostock comme son ancêtre.
Au centre du travail littéraire de Hans Henny Jahnn on trouve l'angoisse existentielle à laquelle l'homme ne peut échapper que par l'amour, l'empathie avec les autres et la création. La perte de l'amour est donc toujours une chute tragique dans les agonies fondamentales au-delà du simple deuil. Jahnn occupe une place singulière dans la littérature allemande et ne peut être assigné à aucun mouvement littéraire. Il a dépassé les éléments expressionnistes présents dans son œuvre de jeunesse pour un style original que l'on peut caractériser de « réalisme magique ». Ses travaux évoquent parfois le surréalisme en peinture.
Antimilitariste et adversaire résolu du nazisme, figure exemplaire d’une lutte pour la défense de la vie sous toutes ses formes, Hans Henny Jahnn a laissé une œuvre baroque, noire, singulière, considérée par ses pairs comme l’une des plus originales de la littérature contemporaine.

## Biographie
Hans Henny Jahnn est le fils d'un constructeur de bateaux. De 1904 à 1911, il fréquente la Realschule de St. Pauli, où il fait la connaissance de Gottlieb Friedrich Harms. Entre 1911 et 1914, il est élève à l'Oberrealschule Am Kaiser-Friedrich-Ufer. Sa première œuvre littéraire est le drame Revolution (1911-1912). En novembre 1912, Jahnn offre à Harms l'ensemble de son « œuvre littéraire ». Harms est alors lié avec Hannah Arnold, la fille d'un professeur de théologie à Breslau, et adepte de la secte des Herrnhuter. C'est le début d'une crise mystique.
En 1912 et 1913, il écrit Haimo (un groupe de jeunes gens s'insurgeant contre la société), Jesus Christus, Der Auszug (L'Exode) et deux autres pièces. Durant les vacances de Pâques 1913, le bateau qui le conduit vers l'île d'Amrum, pris dans une violente tempête, est avarié ; plus tard, Jahnn imaginera avoir rencontré à bord Rainer Maria Rilke et sauvé le navire du naufrage. En été, il fait la connaissance de Friedrich Lorenz Jürgensen, qui possède à Eckel une résidence secondaire. Jahnn rencontre peu après Franz Buse, un élève médiocre âgé de 13 ans. Jahnn et Harms feront ses devoirs d'école. En juillet, Jahnn, prétextant une randonnée dans la Lüneburger Heide, suit en réalité Harms sur l'île d'Amrum où celui-ci fête son anniversaire avec Hannah Arnold et ses amis. Le 19 juillet, il célèbre ses « noces » mystico-charnelles avec Harms. Première mention dans le journal intime d'un intérêt pour la facture d'orgues. Dans Toi et Moi (Du und Ich), première œuvre où intervient le royaume d'Ugrino, Jahnn dramatise ses rapports avec Harms, toujours lié à Hannah Arnold. Durant les vacances de Pâques, Harms et Jahnn font une fugue à Rostock, Stralsund, sur l'île de Rügen, visitant vieilles églises, cryptes et orgues. Atteint de typhus, Harms est hospitalisé à Harnbourg. Jahnn écrit La Mort et l'Amour (Der Tod und die Liebe, Mysterium), Familie Jakobsen et La Mère (Die Mutter). Il se lie avec Jürgensen, qui s'intéresse à l'art, la littérature et projette de faire représenter à Düsseldorf, par son ami Hans Franck, le drame Hans Heinrich, écrit en 1913. Le projet avorte à cause de la Première Guerre mondiale.
Le 5 août 1914, quatre jours après le début de la guerre, Harms et Jahnn obtiennent leur baccalauréat. Les deux amis réussissent par deux fois à se soustraire au recrutement. Le 7 août, Jahnn et Harms embarquent pour Oslo et s'établissent à Aurland, petite localité au bord d'un fjord. Les parents leur font parvenir de l'argent par l'entremise de Jürgensen ; ce dernier leur envoie aussi du papier, des livres, et même un piano à queue Bechstein. Jahnn fait des plans d'architecture monumentale. De juin à décembre, il écrit les pièces Le Mur (Die Mauer), dont la seconde partie se passe dans le château d'Ugrino, La Mort, deuxième mystère (Der Tod, zweites Mysterium), Anne Wolter, et le début d'un roman sur le Christ.
En 1916 Jahnn établit un projet pour un orgue qui attribue une importance fondamentale à la proportion 5:7 : Jahnn a été un adepte des théories néo-pythagoriciennes d'Albert von Thymus et, plus tard, de Hans Kayser. Il écrit le fragment Ugrino und Ingrabanien, les pièces Pastor Ephraim Magnus, et la majeure partie de Le couronnement de Richard III (Die Krönung Richards des Dritten), achevé en 1920. De janvier à juillet 1917, il séjourne à Romedal. Soupçonnés d'être des espions allemands, Jahnn et Harms sont dans une situation difficile qui les oblige à retourner à Aurland. En septembre, il envoie un exemplaire de Pastor Ephraim Magnus aux éditions Fischer, qui acceptent la pièce l'année suivante.
En décembre 1918, Jahnn retourne à Hambourg et découvre l'orgue d'Arp Schnitger à la Jacobikirche de Hambourg, qui exige des travaux de restauration. Jahnn et Harms se retirent dans la maison de vacances de Jürgensen et Eggers à Eckel. Jahnn transforme cette maison de bois en une bâtisse solide, y ajoute une construction en pierre pour l'atelier de Franz Buse devenu sculpteur, ainsi qu'une écurie pour sa jument Tufsa. Fin décembre, Jahnn aura dépensé 100 000 marks versés par Eggers. Le 2 juillet 1919 Jahnn, Harms et Buse signent un « contrat provisoire », mentionnant les buts et les statuts de la communauté Ugrino. Après la mort de son frère Fritz, consécutive à la grippe espagnole, Jahnn construit le seul édifice Ugrino jamais réalisé : un tombeau familial.
Oskar Loerke, lecteur chez Fischer, attribue en 1920 le prix Kleist à Pastor Ephraim Magnus. Sa mère décède le 10 mars de la même année et désormais, il fréquentera de moins en moins sa famille. Jahnn quitte officiellement l'église évangélique luthérienne. La communauté Ugrino est inscrite au registre des sociétés. Buse amène sa compagne Senta à Eckel. Conflits. Jahnn fait la connaissance d'une amie de Senta, Ellinor Philips (fille d'un latiniste et poète), qui donne des leçons de gymnastique Mensendieck. À Noël, Ellinor s'installe à Eckel.
Die Krönung Richards des Dritten paraît en 1921. La pièce sera créée le 5 février 1923 au Schauspielhaus de Leipzig. Est ensuite publié Constitution et statuts de la communauté de foi Ugrino. Une soixantaine d'adeptes sont réunis. La maison d'édition Ugrino publiera surtout des partitions de musique. Jahnn y fait paraître (Quelques axiomes sur l'architecture monumentale (Einige Elementarsätze der monumentalen Baukunst), puis le fragment dramatique Le premier et le dernier feuillet du livre/le prologue (Des Buches erstes und letztes Blatt/Der Prolog), un entretien entre jeunes gens dont les idées sont proches d'Ugrino). Franz Buse et Senta quittent Eckel.
Jahnn écrit Der Arzt, sein Weib, sein Sohn (Le Médecin, sa femme, son fils), créé par Grundgens le 1er avril 1928 aux Hamburger Kammerspiele. Il fait la connaissance de Günther Ramin, qui viendra fréquemment donner des concerts d'orgue à Hambourg et soutiendra ses idées. Jahnn publie son article L'orgue et le mélange de ses sonorités (Die Orgel und die Mixtur ihres Klanges) : « L'orgue crée un espace sacré transmettant un sentiment religieux et le respect de l'univers, sans croyance en un Dieu personnel ».
Jahnn écrit Der gestohlene Gott (Le Dieu volé), qui paraîtra en 1924. Il obtient l'autorisation de restaurer l'orgue de la Jacobikirche de Hambourg, et achète un terrain au sud de Hambourg destiné à accueillir les églises de la secte. Les difficultés financières obligent Ugrino à revendre bientôt environ la moitié de ces terres sans y avoir érigé la moindre construction. En 1931, il ne restera que 150 arpents qui seront perdus lorsque Ugrino est virtuellement dissout et que Jahnn quitte l'Allemagne.
De mai à octobre 1925, Ellinor et Harms font un « voyage de convalescence » en Italie. En juillet, Jahnn tient la vedette au congrès d'organistes à Hambourg et Lübeck. Il publie son article Les noms des jeux et leur signification (Registernamen und ihr Inhalt). En été, il fait une refonte en vers de Medea, son chef-d'œuvre dramatique. La pièce est créée le 4 mai 1926 au Staatliches Schauspielhaus Berlin, dans la mise en scène de Jurgen Fehling. Fin octobre, Harms et Ellinor s'installent à Hambourg ; Jahnn préfère d'abord rester à Eckel, qui sera cependant bientôt vendu. Les projets de constructions monumentales ayant échoué, Jahnn ne croit plus à Ugrino. Désormais, il consacre sa vie à l'écriture et à la facture d'orgues (plus de cent instruments construits ou rénovés). Il se rapproche du groupe de Hambourg une association d'artistes de cette ville.
Le 18 novembre 1926, Jahnn épouse Ellinor Philips, puis s'installe à Hambourg. En mai 1928, il commence la rédaction de Perrudja. Le 1er juillet 1928, mariage de Harms et de Sybille (Monna) Philips, la demi sœur d'Ellinor. Dès septembre, le couple partage à Hambourg le même appartement que les Jahnn. Jahnn écrit Die Familie der Hippokampen pour l'almanach Das Mondhaus zu Bimbelim. Signe Jahnn naît le 28 juin 1929 et Eduard Harms le 11 juillet de la même année. Jahnn écrit, sur l'île de Trischen, la pièce Au coin de la rue (Strassenecke), parue en 1931.
Le 14 septembre 1930 est inauguré à la Jacobikirche de Hambourg l'orgue restauré par Jahnn. Harms décède le 24 février 1931. Il est inhumé le 27 dans un cercueil étanche. Jahnn termine la Nouvelle danse macabre de Lubeck (Neuer Lübecker Totentanz), qui paraît la même année et obtient le poste d'expert d'orgues de la ville de Hambourg qu'il occupera jusqu'en mai 1933. En novembre 1932, il rencontre Muschg puis il participe à la fondation de l'éphémère « Radikale Demokratische Partei ».
Jahnn retrouve son filleul Jan Yngve Trede (né en 1933), qu'il adoptera en 1950, le père étant mort en 1947. En 1949 Jahnn achève le drame Trace de l'ange obscur (Spur des dunklen Engels), qui paraitra en 1951 avec un accompagnement musical de Trede. Il devient membre de l'Académie des sciences et de littérature de Mayence, où il assumera plus tard la présidence du département de littérature. Les éditions Willi Weismann font paraitre la première partie de Niederschrift des Gustav Anias Horn (la seconde ne sera publiée qu'en 1951). En 1950 Jahnn retourne définitivement à Hambourg. Il commence le roman Nul n'y échappe (Jeden ereilt es). Un extrait, La Nuit de plomb (Die Nacht aus Blei), paraîtra en 1956 comme œuvre indépendante. La pièce Thomas Chatterton est écrite en 1954 ainsi qu'une version remaniée de Neuer Lübecker Totentanz, publiée la même année avec une musique d'accompagnement d'Yngve Trede. C'est en 1955 qu'il commence à écrire une pièce contre la bombe atomique, L'arc-en-ciel poussiéreux (Der staubige Regenbogen), achevée peu avant sa mort et parue en 1961 sous le titre Les débris de la conscience (Die Trümmer des Gewissens). En 1957, Jahnn publie  Thesen gegen Atomrüstung (Thèses contre l'armement atomique). Le 17 avril 1958, lors d'une manifestation de Combat contre la mort atomique (Kampf dem Atomtod), il prononce devant 150 000 participants un discours depuis le balcon de l'hôtel de ville de Hambourg.
Une rue de Hambourg porte son nom.

## Œuvre

### Théâtre
- Pastor Ephraim Magnus, 1919 - prix Heinrich von Kleist en 1920 ; la pièce est créée le 24 août 1923 à Berlin, dans une mise en scène de Bronnen et Brecht. Publié en français sous le titre Pasteur Ephraïm Magnus, traduit par René Radrizzani, Paris, éditions José Corti, 1993  (ISBN 2-7143-0493-1)
- Die Krönung Richards III, 1921 (littéralement : Le Couronnement de Richard III)
- Der Arzt, Sein Weib, Sein Sohn, 1922 (littéralement : Le médecin, sa femme et son fils)
- Der gestohlene Gott, 1924 (littéralement : Le dieu volé)
- Medea, 1926 Publié en français sous le titre Médée, traduit par Huguette et René Radrizzani, Paris, éditions José Corti, 1998  (ISBN 2-7143-0663-2)
- Neuer Lübecker Totentanz (avec Werner Helwig (de)), 1931 (littéralement : Nouvelle danse de mort de Lübeck)
- Straßenecke, 1931 (littéralement : Au coin de la rue)
- Armut, Reichtum, Mensch und Tier, 1933 Publié en français sous le titre Pauvreté, Richesse, Homme et Bête, traduit par Huguette et René Radrizzani, Paris, éditions José Corti, 2008  (ISBN 978-2-7143-0985-3)
- Spur des dunklen Engels, 1952 (littéralement : Marque des anges noirs)
- Thomas Chatterton, 1955
- Die Trümmer des Gewissens, 1959 (littéralement : Les décombres de la conscience)

### Romans

#### Le cycle romanesque deFleuve sans rive(Fluss ohne Ufer)
- Das Holzschiff, 1949 Publié en français sous le titre Le Navire de bois, traduit par René Radrizzani (d), Paris, Éditions José Corti, 1993  (ISBN 2-7143-0494-X) ; réédition, Paris, José Corti, coll. « Les massicotés » no 17, 2007  (ISBN 978-2-7143-0950-1) ; réédition  (EAN 9782714313355), Paris, José Corti, 328 p., 2025  (ISBN 978-2-7143-1335-5)[1]
- Die Niederschrift des Gustav Anias Horn nachdem er 49 Jahre alt geworden war, en deux parties : 1949-1950 et 1961 Publié en français sous le titre Les Cahiers de Gustav Anias Horn, 2 vol., traduit par Huguette et René Radrizzani, Paris, Éditions José Corti, 1997  (ISBN 2-7143-0618-7)

#### Autres romans
- Perrudja, 1929 Publié en français sous le titre Perrudja, traduit Reinhold Werner et Jean-Claude Marcadé, Paris, Éditions José Corti, 1995  (ISBN 2-7143-0555-5)
- Die Nacht aus Blei, 1956 Publié en français sous le titre La Nuit de plomb, traduit par Henri Plard, Éditions du Seuil, 1963 (BNF 33054741)
- Ugrino und Ingrabanien, 1968 Publié en français sous le titre Ugrino et Ingrabanie, traduit par René Radrizzani, Éditions José Corti, 1994  (ISBN 2-7143-0525-3)
- Jeden ereilt es, 1968 (littéralement : Tout le monde l'obtient)

### Recueil de nouvelles
- Dreizehn nicht geheure Geschichten, 1954 Publié en français sous le titre Treize histoires peu rassurantes, traduit par Huguette et René Radrizzani, Paris, Éditions José Corti, 1994  (ISBN 2-7143-0526-1) ; réédition, Paris, LGF, coll. « Le Livre de poche. Biblio » no 3284, 1997  (ISBN 2-253-93284-1)

### Anthologies
- Eine Auswahl aus dem Werk, 1959
- Das Hans Henny Jahnn Lesebuch, 1984

## Commentaires sur son œuvre
- « Avec Thomas Mann et Robert Musil, il est le plus grand auteur épique de la première moitié de notre siècle » - Uwe Wolff
- « Hans Henny Jahnn se tient à l’écart depuis toujours. Il appartient au royaume secret d’une littérature allemande inofficielle, un royaume de princes inconnus et sans couronnes » - Klaus Mann
- « Je tiens Hans Henny Jahnn, sans réserve aucune, pour le plus grand prosateur de langue allemande » - Walter Muschg.

### Ouvrage
- Entretiens avec Hans Henny Jahnn de Walter Muschg, traduit par Huguette et René Radrizzani, Paris, Éditions José Corti, 1995  (ISBN 2-7143-0556-3)